# Île Parasol
Île Parasol (otok suncobrana) je otok površine 8 ha na atolu Peros Banhos u otočju Chagos Britanskog teritorija Indijskog oceana.
Dio je strogog prirodnog rezervata Peros Banhos. BirdLife International ga je označio kao važno područje za ptice zbog njegovog značaja kao mjesta za razmnožavanje crnoleđih čigri, od kojih je 14 000 parova zabilježeno u istraživanju 2004. godine.